# Shinsengumi

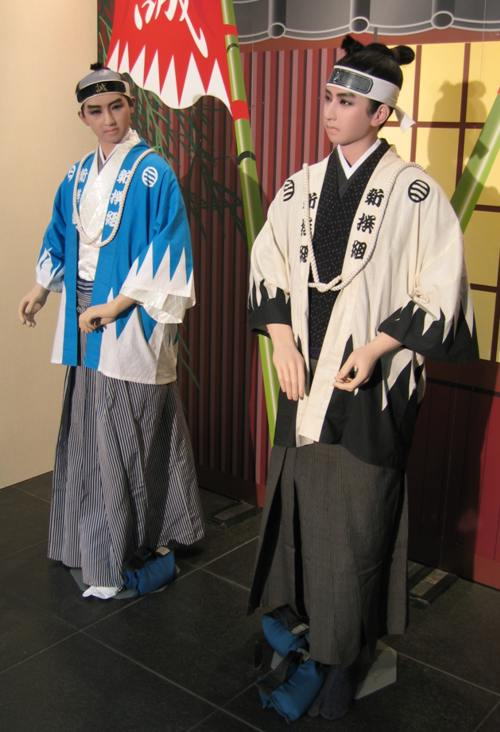
Manekiny w strojach Shinsengumi

Flaga Shinsengumi ze znakiem "makoto"

Shinsengumi (jap. 新選組) – specjalny oddział policji działający w Kioto w ostatnim okresie siogunatu Tokugawa w Japonii. Miał on na celu tłumienie wszelkiej działalności skierowanej przeciwko siogunatowi.

## Informacje ogólne
Początkowo grupa ta była nazywana Mibu-rōshi, czyli "Rōshi z Mibu", rōninowie z Mibu (miasto, w którym stacjonowali), ale po tym, jak reputacja oddziału została splamiona w początkowym okresie jego działalności, nazwano ich wówczas "Mibu-rō" ("Wilkami z Mibu").
"Shinsengumi" jest tłumaczone jako "grupa nowych wybranych" ("shinsen" oznacza "nowo wybrani", "gumi" –  "grupa", "zespół", "oddział"). 
Oficjalnym, statutowym działaniem grupy była ochrona Shōguna, lecz w praktyce rozumieli to jako sukcesywną eliminację zagrożeń.
Gdy wielowiekowe nastawienie izolacjonistyczne zagranicznej polityki japońskiej zostało w latach 60. XIX wieku przełamane w wyniku amerykańskiej interwencji komodora Perry'ego i politycznych nacisków państw zachodnich, duża część społeczeństwa odwróciła się od siogunatu Tokugawów, domagając się przywrócenia realnej władzy cesarzowi (hasło-slogan polityczny sonnō-jōi - „przywrócić władzę cesarza, wypędzić barbarzyńskich cudzoziemców”). Klan Aizu, pozostający wierny siogunowi, wynajął kilku wybitnych szermierzy z Edo i niemających pana samurajów w Kioto, aby bronić siebie i sprzeciwiać się siłom popierającym cesarza przeciwko siogunatowi. Początkowo mieli przeciwko sobie głównie samurajów z domeny Chōshū (obecnie prefektura Yamaguchi).
Członkowie Shinsengumi byli dobrze widoczni w walce dzięki charakterystycznym strojom. Z rozkazu dowódcy Shinsengumi, Kamo Serizawy, standardowy ubiór składał się z haori i hakamy, z białym sznurem skrzyżowanym na piersi i związanym z tyłu. Unikalność stroju przejawiała się w haori, które miało kolor asagi-iro (jasny niebieski). Rękawy haori były ozdobione wzorem "pas białych gór". Dawało to w rezultacie bardzo jaskrawy strój, mocno odróżniający się od strojów zwykle noszonych przez wojowników, w których dominowały brązy, czerń i szarości. W walce ubiór członków Shinsengumi nie tylko ułatwiał identyfikację, ale stanowił też wyraźną groźbę wobec przeciwnika.
Shinsengumi rozpoczęli swoją działalność jako Rōshigumi. Później 13 członków Obrońców stało się 13 członkami założycielami Shinsengumi. Na swoim sztandarze umieścili znak makoto (jap.: prawda, uczciwość, lojalność).
Początkowo dowódcami Shinsengumi byli: Kamo Serizawa, Isami Kondō oraz Nishiki Niimi. Grupa powstała z dwóch sekt: grupy Serizawy Mito i członków dōjō Isamiego Kondō. Mieli siedzibę w miejscowości Mibu, znajdującej się w sąsiedztwie Kioto. 12 marca 1863 wysłali list do klanu Aizu, prosząc o pozwolenie podjęcia działań policyjnych w Kioto w celu powstrzymania bezprawia i działań rewolucjonistów. Otrzymali pozwolenie, ale – ironicznie – lekkomyślne działania Serizawy i Niimiego dokonane w imieniu Shinsengumi spowodowały, że grupy tej obawiano się w Kioto, mimo iż jej zadaniem było utrzymanie spokoju. Ich reputacja poprawiła się dopiero po seppuku Niimiego oraz zabójstwie Serizawy przez będącą częścią Shinsengumi frakcję Kondō.

## Zasady Shinsengumi
Według popularnej legendy, prawa Shinsengumi zostały napisane przez Kamo Serizawę lub Isamiego Kondō, ale według wielu historyków, bardziej prawdopodobnym autorem jest Toshizō Hijikata (ich surowość bardziej pasuje do jego osobowości).
Prawo Shinsengumi obejmuje pięć zasad, zabraniających:
- odstępstwa od samurajskiego kodeksu bushidō;
- opuszczania Shinsengumi;
- prywatnego zarabiania pieniędzy;
- udziału w sporach niezwiązanych z Shinsengumi;
- udziału w prywatnych walkach.

Karą za złamanie którejś z zasad było seppuku. Dodatkowo, w Shinsengumi obowiązywały następujące zasady:
- jeżeli dowódca oddziału został śmiertelnie raniony w walce, wszyscy członkowie oddziału muszą walczyć nadal i zginąć w tym samym miejscu;
- nawet jeżeli walka pociąga za sobą wiele ofiar śmiertelnych, nie pozwala się na odzyskiwanie ciał zabitych, z wyjątkiem ciała dowódcy;
- jeżeli członek Shinsengumi wdał się w walkę z obcym, będąc na służbie lub nie, i został ranny, i nie mógł zabić przeciwnika, pozwalając mu uciec, nawet w przypadku rany na plecach, nakazuje się seppuku.

Hijikata wymuszał przestrzeganie bardzo surowych praw, aby stworzyć grupę działającą według ideałów bushidō i wywołać strach, mający skutkować absolutnym posłuszeństwem wobec Hijikaty i Kondō. Głównie dzięki powyższym zasadom Shinsengumi stało się tak mocną i budzącą strach siłą, składającą się z setek doświadczonych szermierzy, z których każdy miał prawo i pozbawioną skrupułów skłonność do zabijania.
Duża liczba członków oddziału została zmuszona do popełnienia seppuku za złamanie zasad lub została zabita jako szpiedzy.
Mówiło się nawet, że krew członków Shinsengumi płynęła ulicami Kioto jak woda.
Incydent Ikedaya w 1864, w którego czasie Shinsengumi zapobiegło spaleniu Kioto, uczynił grupę sławną i spowodował gwałtowny napływ rekrutów. W szczytowym momencie Shinsengumi miało około 300 członków. Byli pierwszą grupą samurajów w hierarchicznym społeczeństwie japońskim, przyjmującą członków z innych klas, takich jak rolnicy lub kupcy. Wielu mężczyzn dołączyło do Shinsengumi, pragnąc zostać samurajami i zaangażować się w działalność polityczną.

## Hierarchia po incydencie Ikedaya
Dowódca: Isami Kondō ze szkoły Tennen Rishin Ryū
Zastępcy: Toshizō Hijikata, Keisuke Yamanami
Doradca wojskowy: Kashitarō Itō
Dowódcy oddziałów: 
1. Sōji Okita
2. Shinpachi Nagakura
3. Hajime Saitō
4. Chūji Matsubara
5. Kanryūsai Takeda
6. Genzaburō Inoue
7. Sanjūrō Tani
8. Heisuke Tōdō
9. Mikisaburō Suzuki
10. Sanosuke Harada

Szpiedzy: Kai Shimada, Susumu Yamazaki.

## Koniec Shinsengumi
Shinsengumi pozostali lojalni w stosunku do bakufu Tokugawa i po jego upadku zostali wyparci z Kioto. Walczyli do samego końca – nawet po upadku siogunatu (patrz: wojna boshin). Isami Kondō został pojmany i ścięty na polecenie rządu Meiji. Za koniec Shinsengumi uważa się śmierć Toshizō Hijikaty 11 maja 1869.
Klęskę i rozpad oddziału przeżyło kilku jego członków, między innymi Shinpachi Nagakura i Hajime Saitō.

## Przedstawienie w mediach
Z roku 1970 pochodzi film opowiadający historię Shinsengumi, pod tytułem "Schyłek szogunatu" (jap. Bakumatsu). W jednej z głównych ról występuje Toshirō Mifune, który wcielił się w rolę Shōjirō Gotō.
W 2004 japońska telewizja NHK rozpoczęła edycję rocznego serialu telewizyjnego 新選組! (Shinsengumi!), opowiadającego historię oddziału. Wśród aktorów znaleźli się Kōji Yamamoto, Tatsuya Fujiwara, Joe Odagiri i Katori Shingo ze znanego zespołu pop (SMAP). Wiele innych seriali i programów poruszało wydarzenia historyczne i fikcyjne związane z tą grupą.
W 2003 powstał japoński film "Kiedy dobyto ostatniego miecza" (ang. "When the last sword is drawn", oryginalny tytuł japoński: "Mibu gishi den") w reżyserii Yōjirō Takity, przedstawiający w sfabularyzowany sposób koniec Shinsengumi. W filmie znaczącą rolę odgrywają postacie historyczne, między innymi Hajime Saitō.
W mandze historycznej Kaze Hikaru Sei Tominaga zmienia imię na Seizaburō Kamiya i w chłopięcym przebraniu dołącza do "Mibu-roshi" (znanych później jako Shinsengumi), chcąc pomścić ojca i brata.
Anime Peacemaker Kurogane przedstawia sfabularyzowaną wersję wydarzeń, które doprowadziły do Incydentu Ikedaya. Oparta na tym anime manga kontynuuje historię.
Inna popularna manga, Rurōni Kenshin, na podstawie której powstało później anime, odwołuje się do Shinsengumi w retrospekcjach, a także korzysta z postaci Hajime Saitō, który w późniejszym czasie pracował jako policjant pod przybranym imieniem Gorō Fujita.
Również w anime i mandze Gintama, występują postaci z Shinsengumi, jednak imiona bohaterów zostały nieco zmienione. Występują jako Sōgo Okita (Sōji Okita), Toshirō Hijikata (Toshizō Hijikata) oraz Isao Kondō (Isami Kondō).
W 2010 roku powstało anime Hakuōki Shinsengumi Kitan, które opowiada bezpośrednio o losach Shinsengumi.